# Торки, Луиджи
Луиджи Торки (итал. Luigi Torchi; 7 ноября 1858, Болонья — 18 сентября 1920, Болонья) — итальянский музыковед.
Изучал композицию в Неаполитанской консерватории у Паоло Серрао, затем учился во Франции и Германии, в том числе в Лейпцигской консерватории у Карла Райнеке и Саломона Ядассона. Вернувшись в Италию, посвятил себя музыковедению. В 1885—1891 гг. преподавал историю музыки в музыкальном лицее Пезаро, затем в Болонском музыкальном лицее, в 1912—1913 гг. исполнял обязанности его директора. В 1894—1904 гг. редактировал журнал Rivista musicale italiana. Опубликовал важный для итальянской музыкальной мысли очерк творчества Рихарда Вагнера (итал. Riccardo Wagner: studio critico; 1890), фундаментальный труд по истории итальянской музыки XIV—XVII веков «Музыкальное искусство в Италии» (итал. L'arte musicale in Italia; 1907), ряд статей об итальянской музыке разных эпох. Среди учеников Торки, в частности, Отторино Респиги.